# Wriezener Höhe
Wriezener Höhe war eine von 1997 bis 2003 existierende Gemeinde im Amt Barnim-Oderbruch (Landkreis Märkisch-Oderland, Brandenburg). Sie war ein Zusammenschluss der vier ursprünglich selbständigen Gemeinden Frankenfelde, Haselberg, Biesdorf und Lüdersdorf. Die beiden letzteren Gemeindeteile waren bereits vor der Bildung von Wriezener Höhe zur Gemeinde Lüdersdorf/Biesdorf zusammengeschlossen worden.

## Geschichte
Die Gemeinde Biesdorf war bereits 1928 in die Gemeinde Lüdersdorf eingemeindet worden. Dieser Zusammenschluss wurde zum 1. Januar 1945 rückgängig gemacht. Am 1. Januar 1974 schlossen sich die beiden Gemeinden erneut zur neuen Gemeinde Lüdersdorf/Biesdorf zusammen. Im Zuge der Ämterbildung 1992 im Land Brandenburg wurden zum 19. Juni 1992 das Amt Wriezen-Land gebildet, das 1994 in Amt Barnim-Oderbruch umbenannt wurde, und zum 4. Juni 1992 das Amt Wriezen.
Zum 31. Dezember 1997 schloss sich Lüdersdorf/Biesdorf (Amt Wriezen) mit den Gemeinden Haselberg und  Frankenfelde (Amt Barnim-Oderbruch) zur neuen Gemeinde Wriezener Höhe zusammen; die neue Gemeinde war eine amtsangehörige Gemeinde des Amtes Barnim-Oderbruch. Ortsteile waren Lüdersdorf/Biesdorf, Haselberg und Frankenfelde. Wriezener Höhe wurde im Zuge der Gemeindereform in Brandenburg zum 26. Oktober 2003 in die Stadt Wriezen eingegliedert und aufgelöst. Lüdersdorf, Biesdorf, Frankenfelde und Haselberg bilden heute jeweils Ortsteile mit jeweils eigenem Ortsbeirat und Ortsvorsteher innerhalb der Stadt Wriezen, Die ehemalige Gemeinde lag im heutigen westlichen Teil des Stadtgebietes von Wriezen.
Bevölkerungsentwicklung von 1997 bis Ende 2002
| Jahr | Einwohner |
| ---- | --------- |
| 1997 | 808       |
| 1998 | 842       |
| 1999 | 857       |
| 2000 | 867       |
| 2001 | 824       |
| 2002 | 823       |

## Belege
1. 1 2  Beitrag zur Statistik Landesbetrieb für Datenverarbeitung und Statistik Historisches Gemeindeverzeichnis des Landes Brandenburg 1875 bis 2005 19.6 Landkreis Märkisch-Oderland PDF
2. ↑  Bildung des Amtes Wriezen-Land. Bekanntmachung des Ministers des Innern vom 7. Mai 1992. Amtsblatt für Brandenburg – Gemeinsames Ministerialblatt für das Land Brandenburg, 3. Jahrgang, Nummer 47, 10. Juli 1992, S. 890.
3. ↑  Bildung des Amtes Wriezen. Bekanntmachung des Ministers des Innern vom 7. Mai 1992. Amtsblatt für Brandenburg - Gemeinsames Ministerialblatt für das Land Brandenburg, 3. Jahrgang, Nummer 36, 4. Juni 1992, S. 673.
4. ↑  Zusammenschluss der Gemeinden Haselberg, Frankenfelde (Amt Barnim-Oderbruch) sowie der Gemeinde Lüdersdorf/Biesdorf (Amt Wriezen) zu einer neuen Gemeinde Wriezener Höhe. Bekanntmachung des Ministers des Innern vom 10. November 1997. Amtsblatt für Brandenburg – Gemeinsames Ministerialblatt für das Land Brandenburg, 8. Jahrgang, Nummer 48, 3. Dezember 1997, S. 950/1.
5. ↑  Fünftes Gesetz zur landesweiten Gemeindegebietsreform betreffend die Landkreise Barnim, Märkisch-Oderland, Oberhavel, Ostprignitz-Ruppin, Prignitz, Uckermark (5.GemGebRefGBbg) vom 24. März 2003 (GVBl.I/03, Nr. 05, S. 82), geändert durch Gesetz vom 1. Juli 2003 (GVBl.I/03, Nr. 10, S. 187) (Memento des Originals vom 1. Februar 2024 im Internet Archive)  Info: Der Archivlink wurde automatisch eingesetzt und noch nicht geprüft. Bitte prüfe Original- und Archivlink gemäß Anleitung und entferne dann diesen Hinweis.
6. ↑  Hauptsatzung der Stadt Wriezen vom 26. März 2009 PDF (Memento vom 2. Dezember 2013 im Internet Archive)